# Storia di Bisaccia
La storia di Bisaccia è la storia del comune di Bisaccia in provincia di Avellino.

## Preistoria
Il luogo dove sorge adesso Bisaccia era abitato fin dall'età del bronzo. Sulla collina del cimitero vecchio, recenti scavi hanno messo in luce tracce di capanne databili al periodo del bronzo medio (circa 1400 a.C.). Su di esse si sono sovrapposte le case del periodo arcaico (VI-V secolo a.C.) a loro volta ricoperte dall'abitato del IV.
Nel IX secolo a.C. la civiltà di Oliveto-Cairano, proveniente dalla sponda adriatica e approdate in Puglia presso l'Ofanto, risalendo il fiume, creò villaggi a Cairano e anche a Bisaccia. A Bisaccia e Lacedonia i nuovi abitanti ne sostituivano altri dell'età del bronzo. Qui vi costruirono una necropoli (IX-VIII secolo a.C.) con tombe a fossa e tombe dell'età del ferro. Tra le tombe rinvenute di notevole importanza è la numero 66, chiamata tomba della principessa in quanto vi era sepolta una donna nobile; tale tomba è ricca di vasi d'argilla e contiene anche un vestito ricoperto da cappelle di bronzo, quattro vasi di bronzo, tre bacini e una pàtera baccellata. Il ricco corredo di cui è arredata la tomba farebbe pensare che appartenesse a una donna di alto rango sociale, e la presenza di un altro recinto di pietre ha fatto supporre che la principessa venisse venerata per molto tempo dopo la sua morte.
Fin dalla preistoria i bisaccesi erano dediti all'allevamento di bestiame e alla produzione dei prodotti di lana. Ciò è confermato dal rinvenimento, nella necropoli, di fusaiole di bronzo e di terracotta risalenti al VII secolo a.C. Quindi già nel VII secolo a.C. gli abitanti del territorio dove oggi sorge Bisaccia commerciavano maestranze e prodotti di lana attraverso la cosiddetta via della lana che collegava il golfo di Manfredonia a quello di Salerno.

## Epoca romana
Gli itinerari di epoca tardo-antica, come l'Itinerario antonino e la tavola di Peutinger, attestano la presenza, sulla via Appia, di una stazione per far riposare i cavalli (mansio), chiamata Sub Romula, che secondo alcuni studiosi poteva trovarsi nel territorio di Bisaccia ed eventualmente corrispondere all'antica Romulea, un'antica città sannitica espugnata dai Romani nel corso della terza guerra sannitica. Tale congettura è stata però confutata dagli studiosi contemporanei, i quali ritengono assai più verosimile che Romulea si trovasse altrove.
Nel I secolo, sotto Augusto, il territorio degli Irpini fu separato dal Sannio e aggregato alla Regio II Apulia et Calabria; nel tardo impero gran parte delle città irpine, se non tutte, furono aggregate alla provincia di Campania. Scavi archeologici hanno confermato l'esistenza in zona di villae rusticae, la cui gestione era affidata a un fattore (vilicus).
Ad ogni modo, fino all'arrivo dei Longobardi non si hanno notizie dirette di Bisaccia.

## Bisaccia longobarda
Nel 591 i Longobardi conquistarono l'Irpinia e Bisaccia entrò a far parte del gastaldato di Conza, circoscrizione amministrativa longobarda. I Longobardi costruirono il castello di Bisaccia intorno alla seconda metà del VII secolo, probabilmente intorno al 977 sui resti di un'antica fortificazione. Il 25 ottobre 990 l'Irpinia venne colpita da un devastante sisma; non si conoscono i danni subiti da Bisaccia e dal suo castello.
I Longobardi governarono Bisaccia fino all'arrivo dei Normanni che, guidati da Roberto il Guiscardo, cioè l'astuto, conquistò tra il 1076 e il 1079 l'intero gastaldato di Conza. L'ultimo gastaldo di Conza, Guido, zio di Gisulfo II, oppose strenua resistenza all'invasione normanna ma invano: Roberto riuscì a espugnare Conza e a deporlo.

## Bisaccia normanna
La conquista normanna dell'Italia meridionale (ivi compresa Bisaccia) si completò tra il 1076 e il 1079.
Sotto i Normanni Bisaccia divenne un feudo governato da un feudatario. I feudatari vincolavano al feudo i contadini, che venivano venduti insieme al feudo (i cosiddetti servi della gleba). Vi erano due tipi di patti agrari tra feudatario e contadino:
1. le concessioni enfiteutiche erano dei patti in cui il contadino riceveva un pezzo di terreno da coltivare e in cambio doveva pagare un canone annuo.
2. il pastinato era invece un altro tipo di patto che differiva dalle concessioni enfiteutiche per il fatto che i contadini pagavano il canone solo se il feudo era pienamente produttivo. Al termine del contratto il feudo veniva diviso tra il proprietario e il coltivatore oppure il contadino riotteneva la concessione alle condizioni pattuite.

A Bisaccia veniva praticato il pastinato, che diede tra l'altro il nome a una frazione di Bisaccia, Pastina. Il pastinato fece sì che il castello di Bisaccia divenisse un centro di popolamento intorno al quale sorgevano nuove abitazioni, favorendo tra l'altro la diffusione della piccola proprietà contadina.
I Normanni in genere non alterarono le circoscrizioni longobarde preesistenti e permisero ai feudatari che facevano voto di sottomissione di mantenere il possesso dei loro feudi. Tuttavia in molti casi distrussero i castelli e confiscarono le terre demaniali e di coloro che si erano opposti alla loro trionfale avanzata.
Sotto la dominazione normanna, Bisaccia divenne Sede vescovile. La prima menzione all'esistenza di tale diocesi si trova in un documento del 1097 in cui viene citato Basilio, vescovo di Bisaccia. La cattedrale di Bisaccia risale tra l'altro all'epoca normanna, anche se venne più volte distrutta e ricostruita a causa di terremoti devastanti. Essa era l'unica chiesa di Bisaccia e venne intitolata alla Natività della Vergine. La Diocesi di Bisaccia comprendeva anche Vallata e Morra.

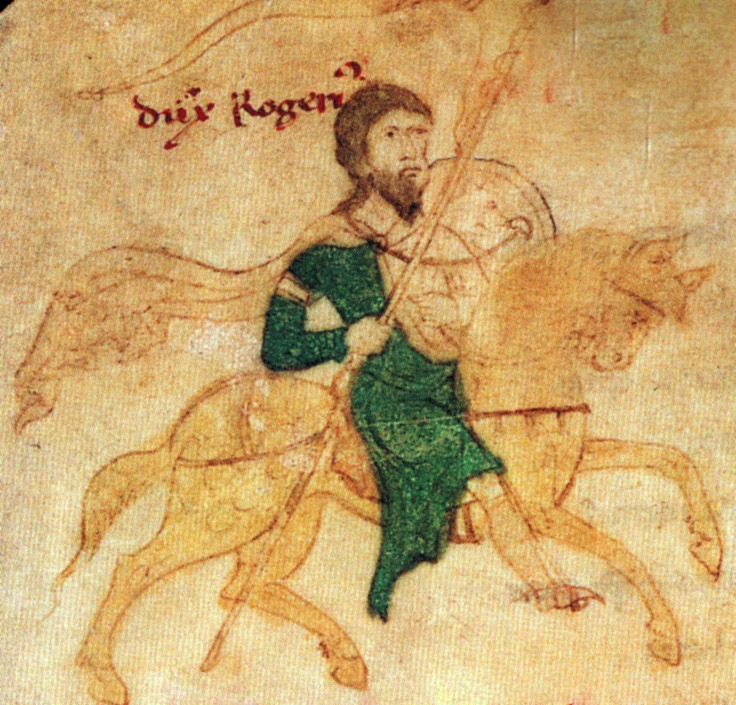
Ruggero II di Sicilia.

Sotto il regno di Guglielmo (1111-1127) era duca di Bisaccia Guglielmo Angolfo, che usurpò la tenuta di Luzzano all'abate Ursone di S.Maria in Elce. Il re normanno Ruggero II nel corso delle Assise di Ariano (presso l'attuale Ariano Irpino) del 1140, sottopose a revisione generale i titoli di concessione dei feudi e obbligò il feudatario di Bisaccia a restituire Luzzano all'abbazia. A quell'epoca era feudatario di Bisaccia Guglielmo, come risulta dal registro feudale redatto nella primavera del 1140:
(Catalogus Baronum)
Da questo documento si ricava, considerando che l'unità militare (miles) era uguale a due soldati a cavallo equipaggiati (milites) e a due inservienti, che in caso di pace, doveva fornire sei soldati cavallo e dodici inservienti, ma in caso di guerra ne doveva fornire dodici soldati a cavallo e ventiquattro inservienti. Considerato che ogni milite costava 20 once d'oro, si può ricavare che la rendita minima del feudo di Bisaccia nel XII secolo era di 60 once d'oro all'anno, mentre quella massima il doppio.
Nel 1198 un potente sisma distrusse il castello.
In seguito al matrimonio tra la regina dei normanni Costanza d'Altavilla e l'imperatore Enrico VI le corone di Sicilia e del Sacro Romano Impero vengono unificate nelle mani di un solo Imperatore, Federico II.

## Federico II

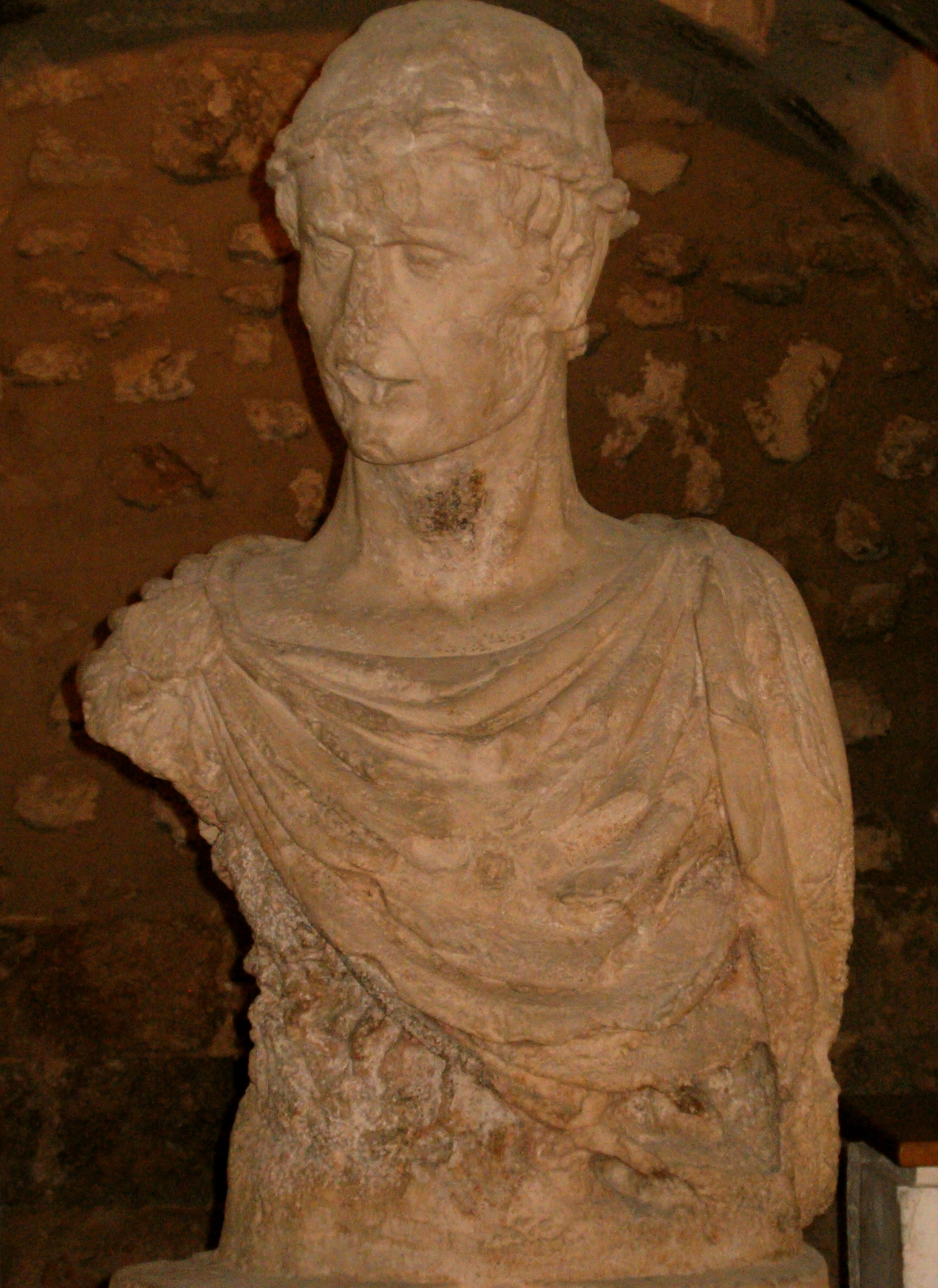
Federico II di Svevia.

Lo statutum de reparatione castrorum attesta che la popolazione di Bisaccia (Bisacie) doveva contribuire alla manutenzione del castello di Sant'Agata e di quello delle isole Tremiti.
Dal 1230 al 1246 il feudo di Bisaccia appartenne al feudatario di Bisaccia e di Lavello Riccardo I di Bisaccia, il cui figlio, Ruggero di Bisaccia, aveva sposato Mabilia De Amicis, parente stretta del poeta della scuola siciliana Ruggero De Amicis; dal matrimonio nacque Riccardo II di Bisaccia. Nel 1246, tuttavia, il Signore di Bisaccia Riccardo I venne privato del suo feudo dall'Imperatore Federico II e successivamente giustiziato insieme al figlio, a causa del suo coinvolgimento nella congiura di Capaccio. Federico II ricostruì il castello di Bisaccia, quasi interamente distrutto dal terremoto del 1198, e ne usò i sotterranei come prigione. La torre quadrata del castello, tipicamente sveva, è riconducibile all'epoca di Federico II e fu sicuramente elevata «in modo che la sua parte più alta potesse essere collegata visivamente con la rete dei castelli federiciani circostanti fino a quelli della contigua Basilicata». Federico II, inoltre, visitò Bisaccia nel 1250, come risulta dalla Historia Diplomatica Friderica II, che riporta che il 28 giugno 1250 l'Imperatore emanò «nel campo nelle vicinanze di Bisaccia» il seguente mandato:
(Historia Diplomatica Friderica Secundi, p. 435.)
Nelle vicinanze di Bisaccia, si trovava il Formicoso, colle ribattezzato da Federico II "Monte Sano" ("Mons Sanum"), a conferma dell'apprezzamento dell'Imperatore per il luogo. Secondo l'edizione del 1980 dell'archivio storico per le province napoletane, infatti, «Federico II [...] volentieri, è dato supporre, si recava [...] a cacciare [...] nella località detta, ancora oggi, Formicoso», e ciò spiegherebbe anche perché l'Imperatore ribattezzò il Formicoso "Monte Sano". Secondo il sito dei beni culturali, è verosimile che Federico II avesse usato il castello di Bisaccia come residenza di caccia, considerata la passione dell'Imperatore per la caccia col falcone e la vicinanza del borgo con il Formicoso, dove la selvaggina abbondava. Non è da escludere, inoltre, che il castello fosse stato sede saltuaria della scuola poetica siciliana.
Nel 1254, il castello di Bisaccia fu proprio il luogo dove l'Imperatore Manfredi, figlio di Federico II e braccato dall'esercito del Papa, si rifugiò e si salvò: 
(Niccolò Iamsilla, pp. 137-138)
Manfredi successivamente donò il feudo di Bisaccia dapprima al conte di Acerra e poi a Matteo di Monticchio. Morto Manfredi nella battaglia di Benevento (1266), in seguito alla quale gli Angioini conquistarono il Regno di Sicilia, nel 1267 Corradino, nipote di Manfredi, discese in Italia per tentare di riconquistare il regno, ma fu sconfitto. Nel frattempo, all'epoca del tentativo di riconquista di Corradino, Riccardo II di Bisaccia, avolo del barone di Bisaccia Riccardo I, organizzò il matrimonio combinato tra la sorella e Matteo di Monticchio, pur senza l'autorizzazione del re angioino; la sorella gli portò così in dote metà del feudo di Bisaccia. Sconfitto Corradino e fatto giustiziare Matteo di Monticchio per tradimento, nel 1268 Carlo I d'Angiò assegnò il feudo di Bisaccia ad Anselme de Chevreuse. Riccardo II fece appello e nel 1271 ritornò in possesso del feudo di Bisaccia, nonostante fosse il cognato di Matteo di Monticchio, traditore del re:
(Historia Diplomatica Friderici II.)
Nel 1274, il feudo di Bisaccia fu assegnato a Guillaume de Cotigny.

## Bisaccia sotto gli Angioini e gli Aragonesi (1266-1503)
Passato il feudo a Guglielmo Cotignì, alla morte di questi, il figlio Ruggiero ereditò il feudo ma, essendo ancora minorenne, venne affidato a vari tutori: Pietro de Narra (marito della sorella), Francesco di Montefusco, Nicola di Gesualdo. Diventato maggiorenne (1294) Ruggiero ottenne pieno potere.
Nel frattempo nel 1282 la Sicilia si era rivoltata (vespri siciliani) e si liberò dal giogo angioino passando agli Aragonesi. Gli Aragonesi si impadronirono in seguito anche del regno di Napoli, Bisaccia compresa. Nel 1419 il castello apparteneva ad Albanese Picciolo. Il suo successore, Giacomo Della Marra, si ribellò alla corona: fallì e venne punito con la perdita del feudo. Il feudo e il castello vennero assegnati dai sovrani aragonesi al capitano di ventura Giacomo Piccinino. L'8 settembre 1462 il re Ferrante I d'Aragona, saputo che Giacomo Piccinino era passato dalla parte del nemico (il duca Giovanni d'Angiò) donò il feudo di Bisaccia a Pirro del Balzo, duca di Venosa.

## Periodo spagnolo (1503-1707)

### Bisaccia nel XVI secolo: la soppressione della diocesi e i Manso
Nel 1503 Bisaccia divenne dominio spagnolo. Il 6 giugno 1504 Bisaccia, che era di proprietà reale (Federico d'Aragona aveva infatti sposato la proprietaria del feudo, Isabella del Balzo), venne venduta a Niccolò Maria De Somma. Nel 1518, morto De Somma senza eredi, il castello e il feudo di Bisaccia passò alla regia corte che assegnò il feudo al milite Giuliano Buccino. Il 29 luglio 1532 il feudo venne ceduto, per i servigi resi alla corona, ad Alfonso d'Avalos d'Aquino, marchese del Vasto.

#### La soppressione della diocesi di Bisaccia

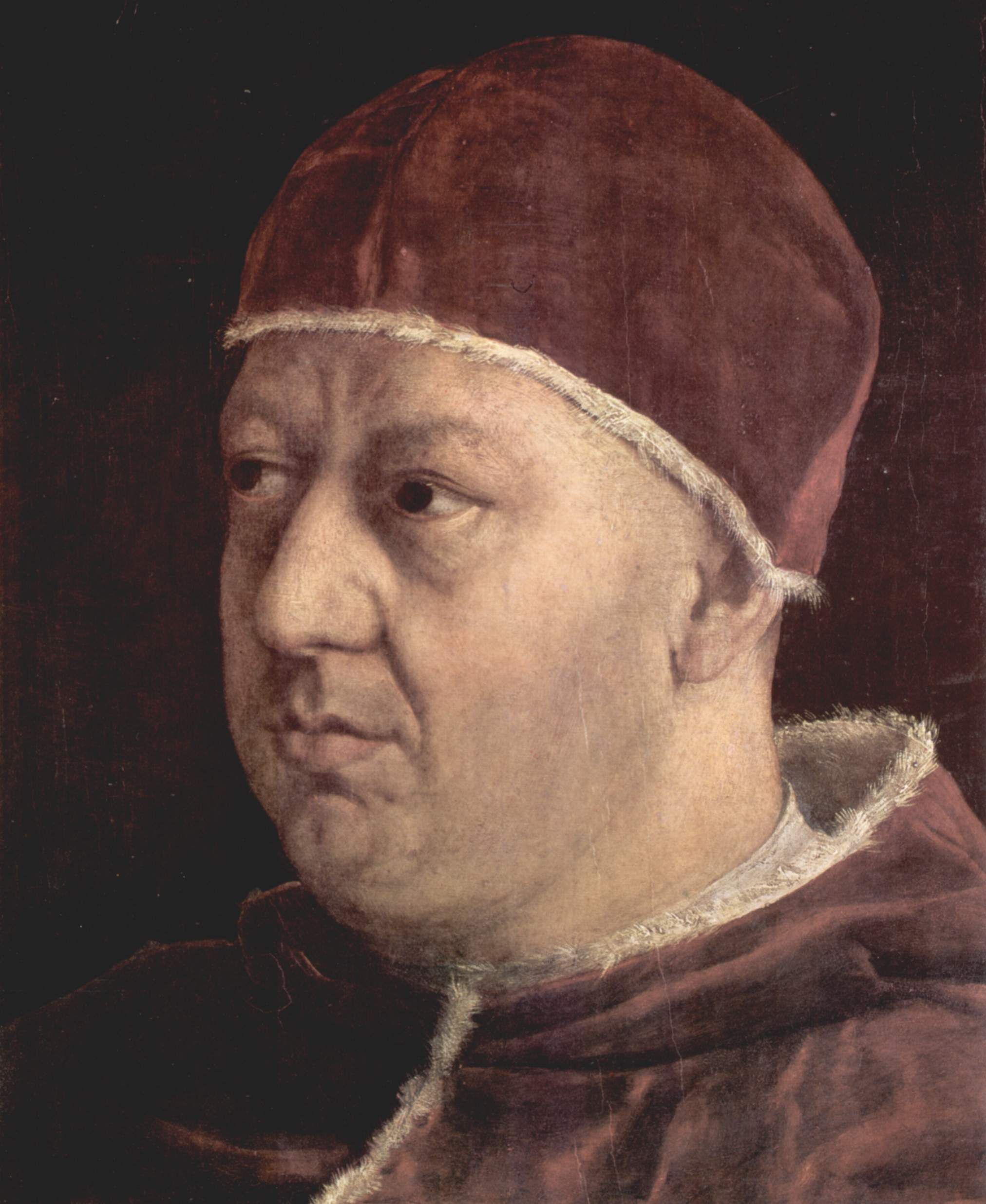
Papa Leone X: nel 1513 soppresse la diocesi di Bisaccia fondendola con quella di Sant'Angelo dei Lombardi.

Nel frattempo (1513) il papa Leone X decise di fondere la diocesi di Bisaccia con quella di Sant'Angelo dei Lombardi. Il motivo era la scarsa estensione territoriale della diocesi (si estendeva solo su tre borghi, Bisaccia, Vallata e Morra) e le rendite insufficienti. Fondendola con Sant'Angelo dei Lombardi il pontefice sperava di aumentare le rendite della diocesi.
A quell'epoca era vescovo di Bisaccia Gaspare di Corvara (1498-1517) mentre a Sant'Angelo dei Lombardi il vescovo era Rinaldo de' Cancellieri. Il papa stabilì che alla morte di uno dei due l'altro sarebbe diventato il vescovo della diocesi risultante dalla fusione.
Nel 1517 il vescovo bisaccese rinunciò alla carica di vescovo; tuttavia il papa decise di non attuare ancora la fusione nominando vescovo di Bisaccia Nicolò Volpi, che passò alla storia come l'ultimo vescovo di Bisaccia. Infatti egli morì (1540) prima di Rinaldo e in quell'anno le due diocesi furono definitivamente fuse.
Bisaccia, dopo quattro secoli, smise di essere sede vescovile.

#### I Manso
Nel 1533 il castello venne venduto per 3500 ducati a Giovan Battista Manso. Nel 1567 il feudo passò a Giulio Manso che morì nel 1571, lasciando il feudo al figlio minorenne Giovanni Battista Manso II sotto la tutela dell'ava Laura Manso. Quest'ultima, trovatesi in difficoltà economiche per i debiti accumulati dal nipote, fu costretta a vendere all'asta (1571) il feudo di Cuculo (Cuccari). A Gian Battista rimase comunque il castello, nel quale ospitò nel 1588 l'amico Torquato Tasso; come il Tasso, anche Gian Battista era un letterato, anche se di minor successo. Nel frattempo il feudo di Bisaccia continuava a cambiare padrone: nel 1588 venne venduto per 50.000 ducati a Ferrante II di Gonzaga, principe di Molfetta; questi la cedette alla zia Maria de Padiglia l'anno successivo; nel 1592 il feudo passò per 46.000 ducati a Gisulfo Cappacoda, in quanto secondo marito di Maria de Padiglia. Infine il 3 ottobre 1592 il feudo venne venduto per 45200 ducati a Antonia Pisanello, che lo cedette ad Ascanio Pignatelli.

#### Torquato Tasso a Bisaccia

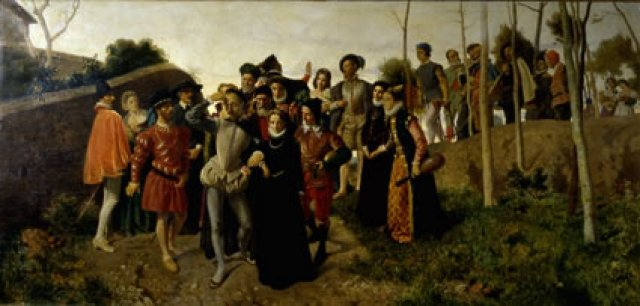
Torquato Tasso infermo a Bisaccia

Verso la fine del Cinquecento il castello di Bisaccia apparteneva a Giovan Battista Manso, amico del celebre poeta Torquato Tasso. Quest'ultimo, giunto a Napoli, si lasciò prendere dalla malinconia per le sue precarie condizioni di salute e per le ristrettezze economiche a cui si aggiunsero le polemiche letterarie religiose sulla Gerusalemme liberata da parte dei pedanti. Fu così che accettò l'invito dell'amico G.B. Manso di accompagnarlo nel suo feudo di Bisaccia, dove poteva acchetarvi alcune discordie sorte tra quei suoi vassalli (cap. IV della Vita). A Bisaccia, dove si trattenne per il mese di ottobre e novembre 1588 il Tasso trovò grandissimo sollievo e, come si apprende da una lettera di Manso al principe di Conca, si diede alla caccia, mentre, quando le condizioni del tempo erano cattive, passava lunghe ore udendo suonare e cantare.
Poiché il Tasso credeva nell'esistenza degli spiriti, il conte di Bisaccia lo persuase di averne a familiare uno; questo spirito amoroso come racconta il Tasso nel dialogo Il messaggero, che lo visitava nei suoi sogni, gli appariva sotto la figura di un giovanetto dagli occhi azzurri, simili a quelli che Omero alla dea d'Atene attribuisce.
La permanenza del Tasso a Bisaccia è ricordata in un dipinto di Bernardo Celentano e nei versi di una poesia di Luigi Conforti; e Armando Ciollaro, in un articolo pubblicato sul Roma, propose che i già citati versi venissero scritti sulla facciata del castello. Il famoso critico letterario Francesco De Sanctis, che aveva visitato il castello di Bisaccia e ammirato il panorama da una finestra, scrisse:
(Francesco De Sanctis)

### Ducato di Bisaccia

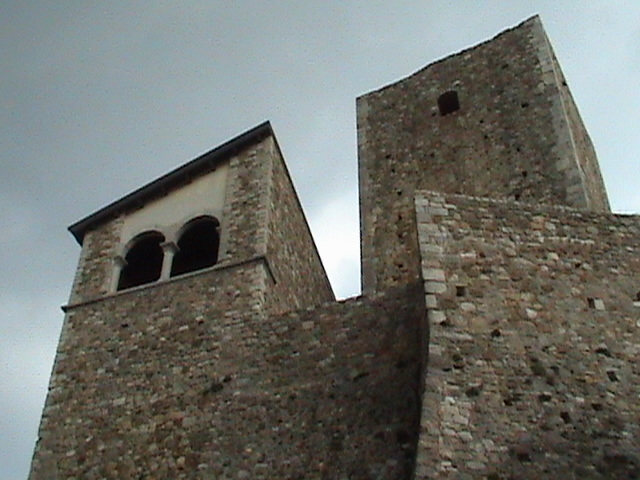
Il castello ducale era la residenza dei duchi di Bisaccia.

Dal XV-XVI secolo e fino al 1861, Bisaccia fece parte del Regno di Napoli (poi divenuto Regno delle due Sicilie nel 1815) che dal 1501 al 1707 fu di dominio spagnolo. Nel 1600 il re Filippo II di Spagna elevò a ducato Bisaccia per i meriti di Ascanio Pignatelli (primo duca di Bisaccia) e i servigi resi alla corona da suo padre Scipione, marchese di Lauro.
Elenco dei duchi di Bisaccia nel periodo spagnolo
- 1600-1601: Ascanio Pignatelli
- 1601-1645: Francesco Pignatelli
- 1645-1681: Carlo Pignatelli
- 1681-1719: Francesco Pignatelli (II)

I duchi di Bisaccia trasferivano, durante l'inverno, le loro pecore in Puglia, più precisamente a Vallecannella; la lana prodotta dalle pecore veniva per legge commercializzata nella fiera di Foggia fin dal 1500; tale fiera iniziava l'8 maggio e finiva ad agosto. La lana serviva come garanzia del pagamento della fida, una tassa annuale che i feudatari dovevano pagare per ottenere i pascoli invernali nella stagione fredda. I locati (cioè i pastori e i proprietari di bestiame), prima di tornare nel loro paese, erano costretti a vendere tutto il materiale da loro prodotto. I duchi di Bisaccia, come altri locati furbi, denunciavano delle pecore in più in modo da ottenere pascoli più estesi: per esempio Francesco Pignatelli, secondo duca di Bisaccia, nel 1620/1521 denunciò 5340 pecore mentre ne teneva solo 2.000. Nei dodici anni 1697/1708 Bisaccia possedeva 194.027 capi ovini, di cui 120.922 appartenevano ai Pignatelli e 73.027 alla cappella di Sant'Antonio. I piccoli e i medi proprietari terrieri possedevano circa 5.000 capre e pecore.
In questo periodo vennero edificate numerose chiese. La cappella di Santa Maria del Carmine risale al 1667 e, inizialmente, apparteneva al nobile Carmine Bucci. Nel 1827, per la prima volta, fu aperta al pubblico. La chiesa dei Morti venne invece ricostruita nel 1680 sulle rovine della chiesa di San Giovanni Battista. Qui veniva praticato il culto di san Giovanni Battista, istituito dalla regina Teodolinda, intorno al 603 a Monza, e diffuso in tutti i castelli longobardi.
Nel 1694 vi fu un terribile terremoto che distrusse molte chiese e all'incirca 200 abitazioni.

## Bisaccia nei secoli XVIII e XIX

### Periodo austriaco (1707-1734)
Nel 1700 scoppiò una guerra di successione che vide antagoniste Spagna e Austria, più altre potenze coinvolte nel conflitto. Nel corso del conflitto la Spagna vide minacciati i suoi possedimenti in Italia. Nel 1707 il principe d'Austria Eugenio inviò il conte Daun a conquistare il regno di Napoli; il viceré spagnolo Ascalona cercò l'aiuto dei nobili, ma ottenne l'aiuto solo del principe di Castiglione e del duca di Bisaccia. Tuttavia gli aiuti si rivelarono insufficienti, e in breve tempo quasi tutto il regno fu sottomesso; solo Gaeta resisteva con tenacia. Il conte Daun riuscì a espugnare anche questa città e la sottopose a saccheggio: tra i prigionieri vi era anche il duca di Bisaccia, oltre al viceré e altri nobili.
Con la pace di Utrecht, il regno di Napoli passò agli austriaci.
Sotto la dominazione austriaca, furono duchi di Bisaccia (oltre a Francesco):
- Procopio Pignatelli (1719-1743)

Tra il 1731 e il 1739 l'Austria fu coinvolta nella guerra di successione polacca. Nel 1734, con la battaglia di Bitonto, i Regni di Napoli e Sicilia ritornano formalmente indipendenti, dopo oltre due secoli di dominazione politica prima spagnola e poi austriaca. Sul trono di Napoli e Sicilia si insediarono i Borboni.

### Periodo borbonico (1734-1860)
Con la fine della dominazione austriaca Bisaccia venne inserita nel Principato Ultra del Regno di Napoli.
In questo periodo furono duchi:
- Procopio Pignatelli (1719-1743)
- Guido Felice Pignatelli (1743-1755)
- Casimiro Pignatelli (1755-1802)
- Giovanni Armando Pignatelli (1802-1809)

Nel quadriennio 1743-46 il suo territorio fu soggetto alla competenza territoriale del regio consolato di commercio di Ariano.

#### Il presunto ritrovamento del tumulo di Caligola a Bisaccia
Nel 1779 il re Ferdinando di Borbone ricevette una lettera anonima dai bisaccesi riguardo a una scoperta archeologica:
I particolari cittadini della Città di Bisaccia, provincia di Montefusco, supplicando esponcono
alla M(aestà) V(ostra), come da c(irca) tre Mesi addietro nel tenimento, o sia in un territorio
del Secondo Eletto dell'Uni(versi)tà della me(desi)ma Città, chiamato Lorenzo, fu ritrovato una iscrizione in lingua latina col Tumolo, entro di cui vi stavano pezzi preziosi di antichità, e la dett'iscrizione dice così: Cajus Calicola quartus Romanorum Imperator confossus iacet, con altre parole, che al p(resen)te non si ricordono, benché in detta Città si sono fatte le copie, e tradotte per intero. Tutto ciò è publico, e trattandosi di antichità di un Tumolo d'un quarto de' Imperatori de' Romani douea il detto Amministratore [...] presente alla M(aestà) V(ostra), e si approfittato del tutto, e tuttavia smaltisce i pezzi antichi, e che sono di gran valore. E perciò V(ostra) M(aestà) potrà degnarsi se lo stima di ordinare al Preside Provinciale di Montefusco che appuri, o facci appurare il fatto notorio p(er) altro riscuotersi li pezzi antichi coll'iscrizione da chi li tiene, e rimettersi il tutto nel Vostro Regal Moseo, ut Deus...».»
La Segreteria di corte fece un riassunto dell'esposto:
di Montefusco

Bisaccia

Con memoriale non sottoscritto espongono di Pezzi di antichità [...] essersi due mesi addietro
trovato in un territorio [...] del Secondo Eletto dell'Università di d(ett)a [...]

Alla.... Città di Bisaccia un Tumolo entro di cui stavansi [...] venga in forma [...] pezzi preziosi di Antichità e sopra [...] valida [...] lo stesso un'iscrizione latina d [...] none, cioè: Cajus Calicola quartus Romanorum [...] Imperator confossus jacet, [...]

2 / 19 marzo 79 [...] do [...]

[...] L'a [...]

ma che asserisce trovarsi trascritta per intero, e correrne varie copie per quella Città. Dice inoltre che il soprano(mina)to Eletto in vece di dare conto al Sovrano di questo ritrovamento se n'era approfittato per sé, con smaltirne diversi pezzi di gran valore. Conchiude proponendo di darsi gli ordini al Preside di Montefusco di appurare la verità, e farne relazione per potersi da S(ua) M(aestà) risolvere quel che più gli sarà in aggrado.»
L'epigrafe e il tumulo tuttavia non vennero trovati da quelli che intendevano verificare la veridicità dell'esposto ed è rimasto il dubbio se fossero stati fatti sparire dai funzionari del comune oppure gli autori dell'esposto mentissero per diffamare il comune.

#### La rivoluzione napoletana a Bisaccia
Nel 1799 Bisaccia fu coinvolta nei disordini della cosiddetta Rivoluzione napoletana. Tra il dicembre 1798 e il gennaio 1799 i Francesi riuscirono a conquistare il regno di Napoli costringendo alla fuga i Borboni e istituendo la Repubblica Napoletana. Proprio nel gennaio 1799, alcune case di Bisaccia furono devastate, con il pretesto di fedeltà al re, da alcuni popolani, definiti "galeotti" dalle fonti; in particolare, la casa di don Annibale Tartaglia e la cappella di M. SS. dei Sette Dolori furono devastate da alcuni popolani armati, sotto la guida di un certo Greco. Gli eccessi furono tali che alcune donne furono condotte a forza nel palazzo ducale e costrette al pubblico postribolo, mentre la quasi totalità della popolazione preferì fuggire dal borgo per mettere in salvo le proprie vite. L'11 aprile 1799, poi, la città fu saccheggiata per tre giorni consecutivi dai rivoluzionari francesi, a cui si erano uniti i repubblicani di numerosi paesi limitrofi (Lacedonia, Rocchetta, Vallata, Grottaminarda, Frigento, Castel Baronia e Nusco), che costrinsero i "galeotti" alla fuga e fucilarono quattro persone, ree di saccheggio di alcune dimore ricche del paese. Nel corso del saccheggio, furono depredate le chiese del borgo, in particolare la Cattedrale, la Chiesa dei Morti e il Convento; francesi e repubblicani non mancarono, inoltre, di saccheggiare le case del borgo e di uccidervi dentro gli abitatori. Temendo il ritorno dei "galeotti", la popolazione dovette rimanere in armi per almeno un mese, pagando di propria tasca dei soldati affinché la difendessero da un eventuale assalto dei "galeotti", che effettivamente avvenne il 18 aprile 1799.
Nell'agosto 1799, in seguito alla restaurazione dei Borboni, fu richiesto al re di assegnare ai contadini di Bisaccia i terreni del Formicoso, che a partire dalla seconda metà del XV secolo, per decreto di re Federico d'Aragona, era stato inglobato nel demanio regio.

#### L'eversione del feudalesimo

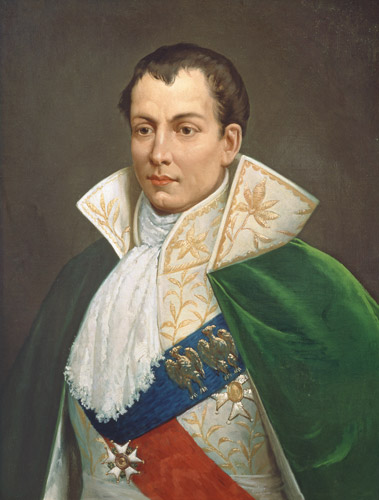
Giuseppe Bonaparte, re di Napoli dal 1806 al 1808, abolì il feudalesimo.

Dopo la vittoria di Austerlitz del 2 dicembre 1805, l'imperatore francese Napoleone Bonaparte promosse l'occupazione del napoletano, condotta con successo dal Gouvion-Saint Cyr e dal Reynier, e dichiarò quindi decaduta la dinastia borbonica. L'imperatore dei francesi nominò quindi il fratello Giuseppe Re di Napoli. Sotto un'amministrazione prevalentemente straniera, composta dal còrso Cristoforo Saliceti, Andrea Miot e Pier Luigi Roederer, furono tentate e attuate, riforme radicali quali l'abolizione del feudalesimo.
(legge di eversione della feudalità del 2 agosto 1806.)
Con questa legge, secondo il professor Bevilacqua, «d'un colpo, l'intera giurisdizione che per secoli aveva attribuito ai baroni un potere quasi assoluto su uomini, terre, castelli, città, fiumi, strade, mulini venne cancellata. In virtù di essa i feudatari, privati degli antichi diritti speciali sulle popolazioni, furono trasformati in semplici proprietari dei loro possedimenti, mentre tutte le altre realtà territoriali, non più sottoposte a usi o a prerogative particolari, vennero a cadere sotto la legge comune del nuovo Stato».
A partire dal 12 gennaio 1807 Bisaccia passa dalla provincia di Capitanata a quella di Principato Ulteriore, dalla quale ultima avrebbe poi tratto origine l'attuale provincia di Avellino.
L'8 marzo 1809, l'ottavo duca di Bisaccia Giovanni Armando Pignatelli morì senza lasciare eredi; il feudo e il titolo di duca di Bisaccia vennero quindi devoluti alla corte regia.

#### La restaurazione e i Rochefoucauld
Nel 1815, con la sconfitta di Napoleone e di Gioacchino Murat, i Borbone tornarono sul trono di Napoli. Il titolo di duca di Bisaccia, rimasto vacante per circa un quarantennio, venne assegnato, il 16 maggio 1851, a un lontano parente del re di Napoli Ferdinando II: Carlo Maria Sostene de la Rochefoucauld.
Nel 1860 Giuseppe Garibaldi conquistò il Regno delle due Sicilie, e Bisaccia,  si trovò annessa al Regno di Sardegna, che poi nel 1861 cambiò nome in Regno d'Italia.

## Bisaccia dall'unità d'Italia a oggi

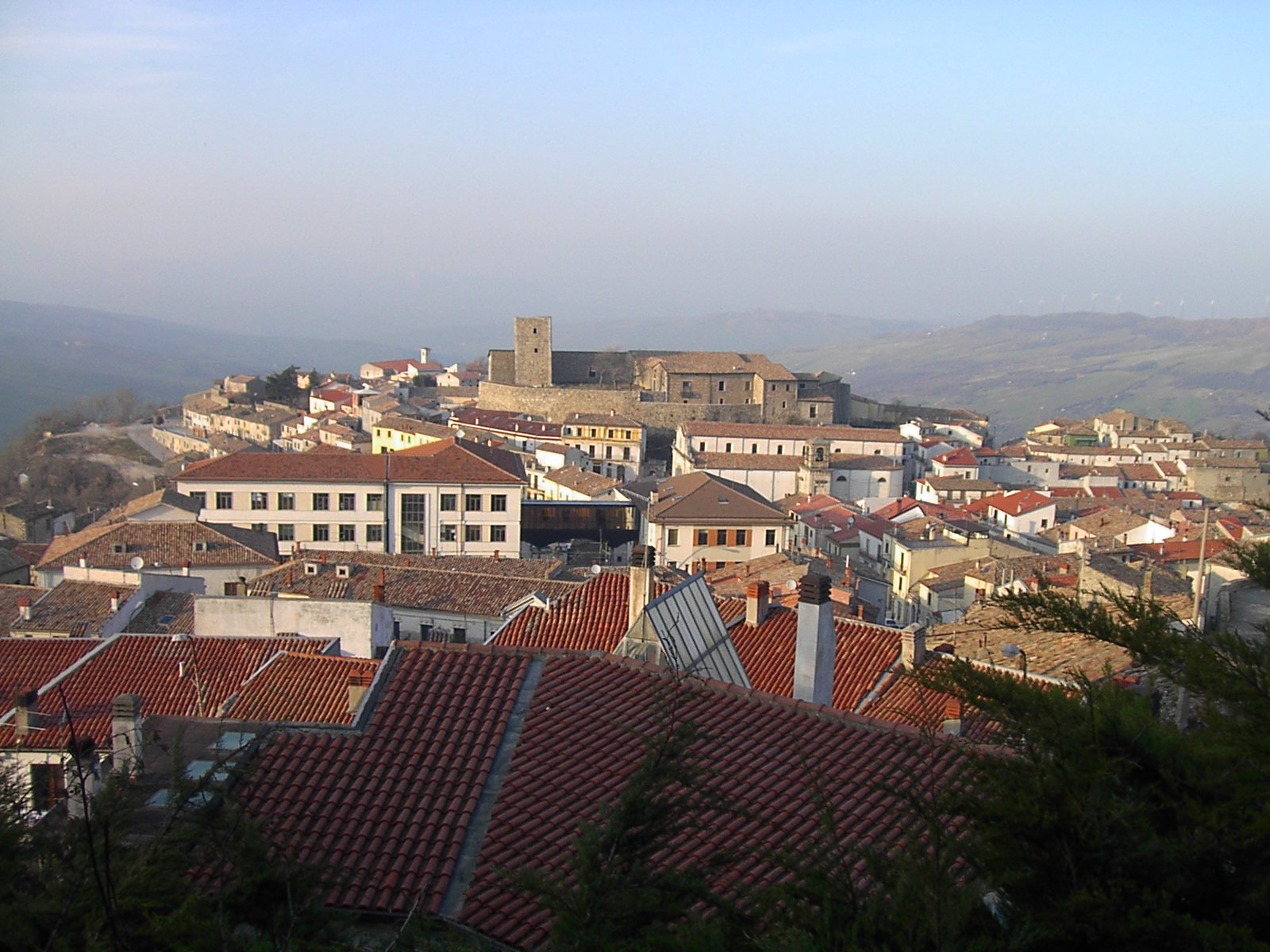
Bisaccia

Nel 1861 Bisaccia venne annessa al Regno d'Italia. Venne inserita nel terzo distretto di Montefusco. Il titolo e il castello sono passati alla famiglia de La Rochefoucauld-Doudeauville per matrimonio nel 1806. L'11º duca di Bisaccia Edouard François Marie de La Rochefoucauld (Parigi, 4 febbraio 1874 - 8 febbraio 1968) vendette il castello nel 1956. L'attuale 15º duca di Bisaccia è suo nipote Armand-Sosthènes de La Rochefoucauld, duca di Doudeauville, duca di Estrées e duca di Bisaccia (1944-oggi).
Nel 1930 Bisaccia venne gravemente danneggiata da un terremoto; il regime fascista ordinò la costruzione di nuove case che formarono la frazione di Bisaccia Nuova; sulle mura di alcune case si legge ancora la scritta dux. Nella prima metà del novecento vi fu un'intensa immigrazione verso gli Stati Uniti, dovuta alle misere condizioni della popolazione che andava così a cercare fortuna in America. Tra gli immigrati vi era Mario Procaccino, esponente del Partito Democratico candidato alla carica di sindaco di New York e che tornato per un po' a Bisaccia venne accolto in trionfo dalla popolazione. Nel 1980 vi fu un altro terremoto che danneggiò molte case. Dopo il terremoto del 1980, benché non fosse stato colpito direttamente, il comune ottenne un finanziamento statale che ammontava a circa 250 miliardi di lire. Con i fondi venne costruita una parte nuova di Bisaccia, detta "Piano Regolatore", abitato dalla maggior parte dei bisaccesi, mentre il centro storico si è spopolato anche a causa dell'emigrazione verso altri paesi europei e città (come ad esempio Torino).
Attualmente il castello ducale è di proprietà del comune che lo utilizza per varie mostre ed eventi; ultimamente è stato inaugurato un museo che mostra vari reperti archeologici tra cui quelli della tomba della principessa.